# Przepraszam, pomyłka
Przepraszam, pomyłka lub Pomyłka, proszę się wyłączyć (ang. Sorry, Wrong Number) – amerykański dreszczowiec z nurtu noir z 1948 roku w reżyserii Anatole’a Litvaka. Adaptacja słuchowiska radiowego Lucille Fletcher pod tym samym tytułem.

## Opis fabuły
Leona Stevenson to chora, przykuta do łóżka córka milionera – potentata w branży farmaceutycznej. Pewnego wieczoru, próbując połączyć się telefonicznie ze swoim mężem Henrym, przez pomyłkę słyszy rozmowę dwóch mężczyzn, którzy planują zabójstwo. Jej telefon na policję w tej sprawie zostaje zignorowany przez dyżurującego sierżanta na skutek zbyt skąpych informacji Leony. Zaniepokojona kobieta zaczyna obdzwaniać osoby, które tego dnia miały kontakt z jej mężem – sekretarkę w biurze Henry’ego, jego byłą dziewczynę sprzed lat (Sally). Otrzymuje również telefon od tajemniczego Evansa. Z rozmów tych i wspomnień sprzed lat zaczyna odkrywać wstrząsającą prawdę – jej mąż, niewykształcony i biedny acz ambitny, którego onegdaj poślubiła z miłości, nie patrząc na jego pochodzenie, od dłuższego już czasu współpracuje z przestępczą organizacją. Henry, chcąc pokazać, że stać go na zrobienie pieniędzy własnym sprytem bez wsparcia bogatego teścia, zaczyna przy pomocy starego pracownika laboratorium (Evansa) wykradać z firmy cenne komponenty do produkcji leków (narkotyki) i sprzedawać gangsterom reprezentowanym przez Morano. Ambicje Henry’ego sięgają jednak dalej. Postanawia sprzedawać narkotyczne substancje na własną rękę z pominięciem Morano. Gangster szybko się dowiaduje o podwójnej grze Henry’ego. Oskarża go o defraudację i żąda „odszkodowania” za poniesione straty – olbrzymiej sumy 200 tysięcy dolarów. Morano dobrze wie, że Henry nie ma takich pieniędzy. Doskonale poinformowany, wie również o jego chorej żonie i o jej polisie na życie opiewającej właśnie na 200 tysięcy, które w wypadku jej śmierci Henry otrzyma. Zdając sobie sprawę, z kim ma do czynienia i czym grozi odmowa, Henry wynajmuje płatnego zabójcę, aby zabił Leonę. Jednak Evans decyduje się poinformować o wszystkim policję oraz Leonę, a następnie popełnia samobójstwo. Policja i agenci prokuratora aresztują Morano i są na tropie Henry’ego. W tym samym czasie zrozpaczona i wystraszona Leona odkrywa, że ktoś właśnie włamuje się do jej domu. Wreszcie dzwoni do niej Henry, któremu powtarza wszytko to, czego dowiedziała się od Sally i Evansa. Henry zaczyna rozumieć, że niebezpieczeństwo ze strony gangsterów minęło, a zabójca, którego nasłał na Leonę, jest tuż obok niej. Próbuje namówić ją do ucieczki, jednak jest już za późno – Leona ginie z rąk mordercy. Henry zostaje aresztowany przez policję, jednak zanim to następuje, jeszcze raz dzwoni do Leony. Telefon odbiera zabójca, wygłaszając tytułowe zdanie.

## Obsada aktorska
- Barbara Stanwyck (Leona)
- Burt Lancaster (Henry)
- Ann Richards (Sally)
- Wendell Corey (dr Alexander – lekarz Leony)
- Harold Vermilyea (Evans)
- Ed Begley (Cotterell)
- Leif Erickson (Fred – mąż Sally)
- William Conrad (Morano)
- John Bromfield (detektyw Joe)
- Jimmy Hunt (Peter – synek Sally i Freda)
- Dorothy Neumann (Elizabeth Jennings – sekretarka Henry’ego)
- Cliff Clark (sierż. Duffy)

i inni.

## O filmie
Przepraszam, pomyłka uchodzi za czołowy obraz gatunku noir. W 1948 roku na 93 premiery filmowe w Stanach Zjednoczonych uplasował się na 25 miejscu z przychodem 2850 tys. dolarów. Film spodobał się widzom, jednak pośród krytyków wywoływał mieszane recenzje. Jedni utrzymywali, że jest to mistrzowsko zrealizowany pod względem budowania napięcia dreszczowiec, doskonale wyreżyserowany, ze świetnymi zdjęciami. Inni punktowali go niewysoko, wytykając przerost retrospekcji w fabule oraz chybione obsadzenie męskiej roli głównej (Lancaster). Jedynie kreacja Barbary Stanwyck spotkała się z powszechnym uznaniem. 56 z kolei rola tej aktorki, zagrana przez nią u szczytu jej kariery, przyniosła jej czwartą z kolei nominację do nagrody Oscara. W rankingu popularnego, filmowego serwisu internetowego Rotten Tomatoes obraz posiada obecnie (2020) wysoką, 86-procentową, pozytywną ocenę „czerwonych pomidorów”
Film był adaptacją cieszącego się ogromnym powodzeniem zaledwie 20-minutowego słuchowiska radiowego (przeniesionego również na polski grunt w cyklu Teatru Sensacji „Kobra” przez Jerzego Gruzę w 1964 roku).
Fragmenty filmu („clipy”) pojawiły się w komedii Umarli nie potrzebują pledu z 1982 oraz thrillerach: Umrzeć powtórnie z 1991 i Jack Ryan: Teoria chaosu z 2014.